# Casa Bagués (Sant Sadurní d'Anoia)
Casa Bagués és una obra noucentista de Sant Sadurní d'Anoia (Alt Penedès) inclosa a l'Inventari del Patrimoni Arquitectònic de Catalunya.

## Descripció

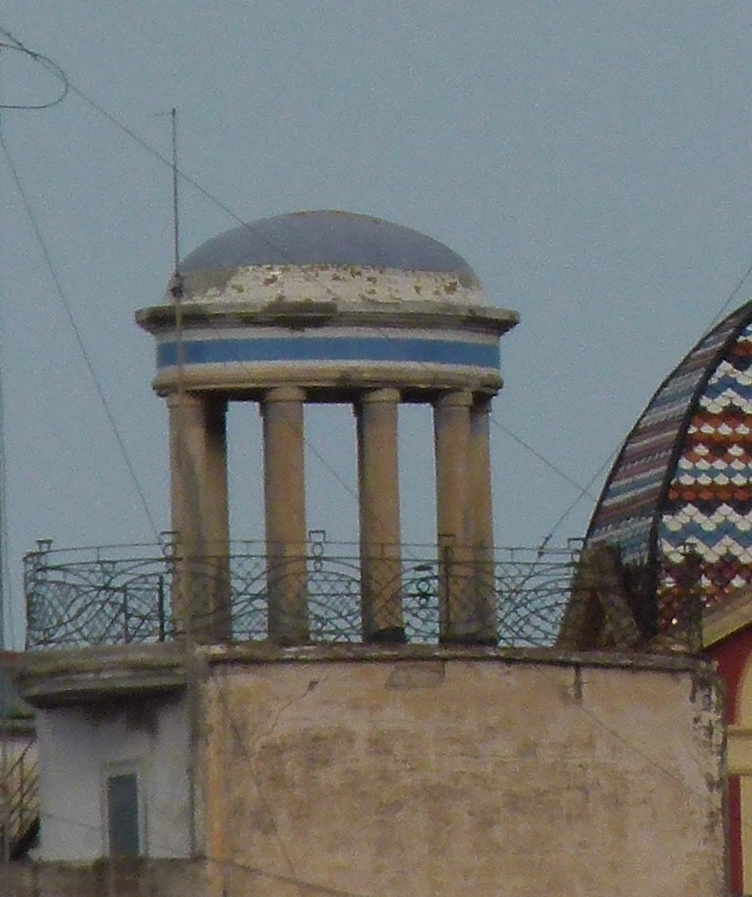
El templet que corona el terrat

És un ampli casal entre mitgeres, amb entresòl i tres plantes. Cal remarcar-hi la riquesa ornamental de la façana amb una gran tribuna i relleus i esgrafiats d'arrel encara modernista. El terrat està coronat per un graciosíssim pavelló de forma ovalada, sustentat per columnes clàssiques i cúpula de ceràmica de colors. La silueta d'aquest important element arquitectònic ha estat adoptada per l'Associació de Veïns de Sant Sadurní.